# Modelo epistemológico
Un modelo epistemológico es cualquier medio que explica en términos o teorías ya establecidas o conocidas, una teoría o fenómeno nuevo, como lo hacen Jorge Witker y Rogelio Larios, que reúnen dos conceptos para entender este modelo. 
Básicamente existen dos tipos de modelos: los teoréticos en los que se utilizan conceptos o teorías conocidas o tradicionales; y los materiales o mecánicos que emplean ayudas visuales, como diseños ilustrados, maquetas, etc. Relacionando este concepto con el de epistemología, que es el estudio de la ciencia ya lograda o de la actividad científica que busca consumarse, se busca describir las características de las orientaciones más importantes en la historia del conocimiento humano, por medio de modelos o conceptos que tengan unidad y permitan una comprensión, cuando menos parcial, dentro de la amplitud y complejidad del fenómeno. Se recomienda continuar con las teorías objetivistas y subjetivistas del conocimiento.